# جان بلانزات
جان بلانزات (بالفرنسية: Jean Blanzat)‏ ولد في 6 يونيو 1906 بدومب، فيين العليا، وتوفى في 1977، وهو روائي فرنسي، وعضو بالمقاومة الفرنسية. حصل على جائزة فيمينا الأدبية عام 1964.